# NGC 1746
NGC 1746 је група звезда у сазвежђу Бик која се налази на NGC листи објеката дубоког неба.
Деклинација објекта је + 23° 46' 12" а ректасцензија 5h 3m 50,0s. Привидна величина (магнитуда) објекта NGC 1746 износи 6,1. NGC 1746 је још познат и под ознакама OCL 452.